# Diaptomus gatunensis
Diaptomus gatunensis is een eenoogkreeftjessoort uit de familie van de Diaptomidae. De wetenschappelijke naam van de soort is voor het eerst geldig gepubliceerd in 1913 door Marsh.